# 1974
1974 (MCMLXXIV) je bilo navadno leto, ki se je po gregorijanskem koledarju začelo na torek.

## Dogodki
- 8. februar - posadka misije Skylab 4 se po rekordnih 84 dneh v orbiti varno vrne na Zemljo.
- 21. februar - Zbor narodov Zvezne skupščine SFRJ razglasi novo zvezno ustavo.
- 8. marec - z obratovanjem prične letališče Pariz-Charles de Gaulle.
- 9. marec - japonski narednik Hiroo Onado po 30 letih skrivanja na Filipinih izve, da je II. svetovne vojne konec
- 18. marec - večina držav članic Opeca prekine petmesečni embargo na izvoz surove nafte v ZDA, Evropo in Japonsko.
- 29. marec - v kitajskem mestu Šian odkrijejo vojsko glinenih vojščakov Čin Ši Huangdija.
- 6. april - švedska skupina ABBA zmaga na tekmovanju za pesem Evrovizije s skladbo »Waterloo«.
- 25. april - z revolucijo nageljnov se konča fašistična diktatura na Portugalskem.
- 4. maj - v ameriškem mestu Spokane (Washington) je odprta svetovna razstava Expo '74.
- 17. maj - v seriji bombnih napadov v Dublinu in Monaghanu na Irskem umre 33 civilistov, 300 je ranjenih.
- 18. maj - 
  - Indija kot osma država uspešno preskusi atomsko bombo.
  - končan je varšavski radijski stolp, druga najvišja zgradba vseh časov (podrt leta 1991)
- 13. junij – 7. julij - v Zahodni Nemčiji se odvija svetovno prvenstvo v nogometu.
- 8. avgust - afera Watergate: ameriški predsednik Richard Nixon oznani svoj odstop.
- 14. avgust - turška vojska vdre na Ciper in zasede več kot tretjino otoka ter postavi razmejitev, ki je v veljavi še danes.
- 30. avgust - ekspresni vlak na poti iz Beograda v Nemčijo iztiri v Zagrebu, pri čemer umre 153 ljudi.
- 12. september - vojaška hunta odstavi etiopskega cesarja Haileja Selassieja.
- 30. oktober - Muhammad Ali v dvoboju poimenovanem »The Rumble in the Jungle« v Kinšasi nokavtira Georgea Foremana in ponovno osvoji naslov prvaka v težki kategoriji po WBA in WBC.
- 1. november - v sedanji obliki je ustanovljena Svetovna turistična organizacija.
- 16. november - iz radijskega teleskopa v Arecibu pošljejo medzvezdno radijsko sporočilo proti Herkulovi kroglasti kopici (cilj bo doseglo okoli leta 27.000).
- 30. november - ameriški paleoantropolog Donald Carl Johanson in Tom Gray pri Hadarju v Etiopiji najdeta okostje avstralopiteka Lucy.
- 24. – 25. december - ciklon Tracy skoraj popolnoma uniči avstralsko mesto Darwin.

## Rojstva
- 2. januar - Slavko Duščak, slovenski košarkar
- 3. januar - Alessandro Petacchi, italijanski kolesar
- 27. januar - Ole Einar Bjørndalen, norveški biatlonec
- 30. januar - Christian Bale, britanski igralec
- 5. februar - Jesper Blomqvist, švedski nogometaš
- 13. februar - Robbie Williams, britanski pevec
- 18. februar - 
  - Urška Hrovat, slovenska alpska smučarka
  - Jevgenij Kafelnikov, ruski tenisač
- 26. februar - Sébastien Loeb, francoski dirkač
- 27. februar - Simon Hočevar, slovenski kanuist na divjih vodah
- 4. marec - Ariel Ortega, argentinski nogometaš
- 7. marec - Uroš Smolej, slovenski gledališki in filmski igralec
- 17. marec - Jože Podgoršek, slovenski agrarni ekonom in politik
- 28. april - Penélope Cruz, španska igralka
- 29. april - Bojan Škrjanc, slovenski hokejist
- 30. april - Sašo Vrabič, slovenski slikar
- 6. maj - Tjaša Železnik, slovenska gledališka in filmska igralka
- 15. maj - Janja Sluga, slovenska političarka
- 1. junij - Alanis Morissette, ameriško-kanadska glasbenica in igralka
- 2. junij - Aljaž Pegan, slovenski telovadec
- 6. junij - Miha Štricelj, slovenski kajakaš na divjih vodah

- 13. junij - Valerij Bure, ruski hokejist
- 25. junij - Karin Komljanec, slovenska igralka
- 13. julij - Jarno Trulli, italijanski dirkač Formule 1
- 17. julij - Claudio López, argentinski nogometaš
- 30. julij - Hilary Swank, ameriška igralka
- 1. avgust - Vesna Pernarčič, slovenska gledališka in filmska igralka
- 4. avgust - Cristian González, argentinski nogometaš
- 15. avgust - Uroš Kodelja, slovenski kajakaš
- 16. avgust - Didier Cuche, švicarski alpski smučar
- 20. avgust - Amy Adams, ameriška igralka
- 14. september - 
  - Sebastjan Cimirotič, slovenski nogometaš
  - Sunday Oliseh, nigerijski nogometaš
- 24. september - Polona Glavan, slovenska pisateljica in prevajalka
- 7. oktober - Charlotte Perrelli, švedska pevka
- 8. oktober - Kodži Murofuši, japonski metalec kladiva
- 1. november - Princ Faisal bin Farhan Al-Saud, savdski diplomat in politik
- 9. november - 
  - Sven Hannawald, nemški smučarski skakalec
  - Alessandro Del Piero, italijanski nogometaš
- 11. november - Leonardo DiCaprio, ameriški igralec in producent
- 12. november - Alessandro Birindelli, italijanski nogometaš
- 17. november - Mitja Blažič - radijski novinar, aktivist za pravice istospolno usmerjenih
- 24. december - Stephenie Meyer, ameriška pisateljica
- 31. december - Joe Abercrombie, britanski pisatelj

## Smrti
- 2. februar - Imre Lakatos, madžarski filozof in matematik (* 1922)
- 2. februar - Marieluise Fleißer, nemška pisateljica (* 1901)
- 4. februar - Satjendra Nat Bose, indijski fizik, matematik (* 1894)
- 8. februar - Fritz Zwicky, švicarski astronom (* 1898)
- 9. marec - Earl Wilbur Sutherland, Jr., ameriški fiziolog, nobelovec (* 1915
- 2. april - Georges Pompidou, francoski politik in državnik (* 1911)
- 15. april - Giovanni D'Anzi, italijanski skladatelj (* 1906)
- 19. april - Mohamed Ajub Kan, pakistanski maršal in politik (* 1908)
- 4. maj - William Maurice Ewing, ameriški geofizik, oceanograf (* 1906)
- 24. maj - Duke Ellington, ameriški jazzovski skladatelj, pianist (* 1899)
- 18. junij - Georgij Konstantinovič Žukov, ruski general in politik (* 1896)
- 1. julij - Juan Perón, argentinski častnik in politik (* 1895)
- 11. julij - Pär Lagerkvist, švedski pisatelj, nobelovec (* 1891)
- 13. julij - Patrick Maynard Stuart Blackett, angleški fizik, nobelovec (* 1897)
- 24. julij - James Chadwick, angleški fizik, nobelovec (* 1891)
- 29. julij - Erich Kästner, nemški pisatelj (* 1899)
- 8. avgust - Baldur von Schirach, nemški nacistični funkcionar, vojni zločinec (* 1907)
- 26. avgust - Charles Lindbergh, ameriški letalec (* 1902)
- 4. september - Creighton Abrams, ameriški general (* 1914)
- 9. oktober - Oskar Schindler, nemški industrialec (* 1908)
- 24. oktober - David Ojstrah, ukrajinski violinist (* 1908)
- 25. oktober - Nick Drake, angleški glasbenik (* 1948)
- 31. oktober - Ferry Souvan, slovenski besedilopisec (* 1919)
- 13. november - Vittorio De Sica, italijanski filmski režiser (* 1901/02)
- 22. november - Gerald Maurice Clemence, ameriški astronom (* 1908)
- 25. november - U Tant, burmanski politik in diplomat (* 1909)
- 27. december - Vladimir Aleksandrovič Fok, ruski fizik, matematik (* 1898)

## Nobelove nagrade
- Fizika - Sir Martin Ryle, Antony Hewish
- Kemija - Paul J. Flory
- Fiziologija ali medicina - Albert Claude, Christian de Duve, George E. Palade
- Književnost - Eyvind Johnson, Harry Martinson
- Mir - Séan MacBride, Eisaku Sato
- Ekonomija - Gunnar Myrdal, Friedrich von Hayek